# Gottfried Landwehr
Gottfried Landwehr (Osnabrück, 22 de agosto de 1929-24 de enero de 2013) fue un físico alemán.
Landwehr estudió Física en Karlsruhe. Después de ello, trabajó en la Physikalisch-Technische Bundesanstalt de Braunschweig. Fue uno de los fundadores de la Max Planck Institute for Solid State Research en Stuttgart (1955) y capitaneó y dirigió la sucursal en Francia hasta 1983. De 1968 a 1999 fue profesor de física experimental en Würzburg.  Klaus von Klitzing que fue conocido por si descubrimiento del Efecto Hall cuántico en 1980 fue uno de sus alumnos. 
Por iniciativa de Gottfried Landwehr, se fundó el conocido Centro de Física de Semiconductores en el Julius-Maximilians-Universität Würzburg. También se le asocia a la fundación de la cátedra de física aplicada y el departamento de física experimental V (biofísica).

## Premios y reconocimientos
- Orden del Mérito de la República Federal de Alemania
- Orden del Mérito de Baviera
- 2003: Bene Merenti der Universität Würzburg de oro[2]
- Doctor Honorario de la Universidad de Gießen[3]
- Doctor Honorario de la Universidad de Grenoble[4]
- Miembro honorario del Instituto Ioffe Físico-Técnico de la Academia Rusa de las Ciencias[5]
- Miembro de la Academia de Ciencias de Baviera[6]